# Julia Kinberg
Julia Kinberg, från 1917 von Sneidern, född Rosenbaum den 1 april 1874 i Haparanda, död 17 juni 1945 i Holms församling i Älvsborgs län, var en svensk läkare. Hon var gift 1898–1915 med Olof Kinberg och från 1917 med landshövding Axel von Sneidern i Vänersborg.

## Biografi
Julia Rosenbaum var dotter till handlanden Elias Rosenbaum och Bertha Schenk, och föddes enligt Stockholms mosaiska församling i Haparanda. Hon avlade studentexamen vid Wallinska skolan i Stockholm och blev medicine kandidat vid Uppsala universitet 1898 och medicine licentiat där 1907. Åren 1904–1905 var hon amanuens vid Uppsala universitets medicinska och pediatriska poliklinik, därefter praktiserande läkare i Stockholm och skolläkare i Brännkyrka folkskolor från 1912. Tidvis var hon även biträdande läkare och underläkare vid Stockholms stads sinnessjukhus Långbro.
Julia Kinberg var under sin studenttid aktiv i Uppsala kvinnliga studentförening, där hon var ordförande 1905. Hon umgicks i radikala kretsar, tillsammans med bland andra Andrea Andreen, Ada Nilsson, Frida Steenhoff, Marika Stiernstedt, Anna Whitlock och Elin Wägner. I mars 1914 tog hon tillsammans med Ada Nilsson initiativ till bildandet av Frisinnade kvinnor, där hon blev den första sekreteraren. Hon medverkade också i redaktionen för tidningen Tidevarvet. Hon var även vice ordförande i Svenska fattigvårdsförbundets barnavårdsbyrå i Brännkyrka 1912–1913 och vice ordförande i föreningen Brännkyrka Mjölkdroppe 1914.
Vid sidan av sin verksamhet som skolläkare var hon även sexualupplysare. I boken Handledning i sexuell undervisning och uppfostran från 1909 (nya upplagor 1910 och 1924), vilken fick ett positivt mottagande i Läkartidningen, hävdade Julia Kinberg och Alma Sundquist att den sexuella hygienen endast är en underavdelning till den allmänna hygienen. De varnade också för alkoholen som enligt dem ökar risken för spridningen av könssjukdomar. De hävdade där att onanin är en ovana som bör undvikas, även om den inte var lika skadlig som det tidigare ansetts. De förespråkade vidare rashygien för att förbättra människomaterialet. Hon skrev senare även boken Sexuell etik (1931).  
Hon ansåg att prostitutionen tillhörde sexuallivets onormala former och var en bestialisk driftstillfredsställelse ovärdig män. Hon undertecknade 1910 tillsammans med bland andra Ada Nilsson och Karolina Widerström en protestskrivelse mot den planerade preventivlagen om förbud av preventivmedel. Hon var också starkt kritisk mot förslaget till ny vanartslag, som hon menade missgynnade kvinnorna.
Från 1916 var hon under åtminstone två år läkare sommartid vid Värmlands Eda, Bad- & vattenkuranstalt. En anläggning helt driven av kvinnor, under ledning av VD Gerda Grill.
Julia Kinberg tilldelades Illis Quorum 1934.
Hennes systerdotter Vera Starck-Romanus gick i hennes fotspår och blev även hon läkare och sexualupplysare.